# サン・ジャコーモ・デッレ・セニャーテ
サン・ジャコーモ・デッレ・セニャーテ（伊: San Giacomo delle Segnate）は、イタリア共和国ロンバルディア州マントヴァ県にある、人口約1,500人の基礎自治体（コムーネ）。

## 地理

### 位置・広がり

#### 隣接コムーネ
隣接するコムーネは以下の通り。括弧内のMOはモデナ県所属を示す。
- コンコルディア・スッラ・セッキア (MO)
- クイステッロ
- サン・ジョヴァンニ・デル・ドッソ

### 気候分類・地震分類
気候分類では、zona E, 2393 GGに分類される。
また、イタリアの地震リスク階級 (it) では、zona 3 (sismicità bassa) に分類される。